# 더 스트러츠
더 스트러츠(The Struts)는 잉글랜드의 인디 록 밴드이다.